# Graptoppia multicorrugata
Graptoppia multicorrugata är en kvalsterart som först beskrevs av Hammer 1962.  Graptoppia multicorrugata ingår i släktet Graptoppia och familjen Oppiidae. Inga underarter finns listade i Catalogue of Life.